# توموفومی فوجییاما
توموفومی فوجییاما (انگلیسی: Tomofumi Fujiyama؛ زادهٔ ۲۳ آوریل ۱۹۹۴) بازیکن فوتبال اهل ژاپن است.